# Tetramorium eminii
Tetramorium eminii är en myrart som först beskrevs av Auguste-Henri Forel 1894.  Tetramorium eminii ingår i släktet Tetramorium och familjen myror. Inga underarter finns listade i Catalogue of Life.

## Bildgalleri

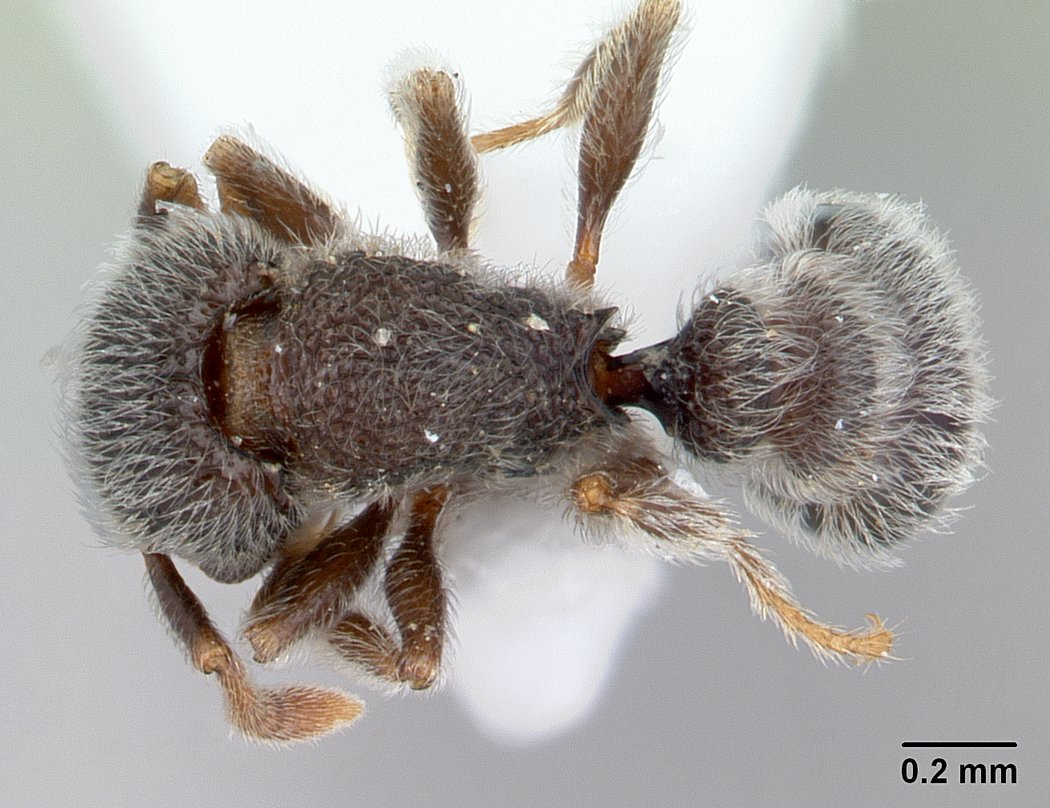
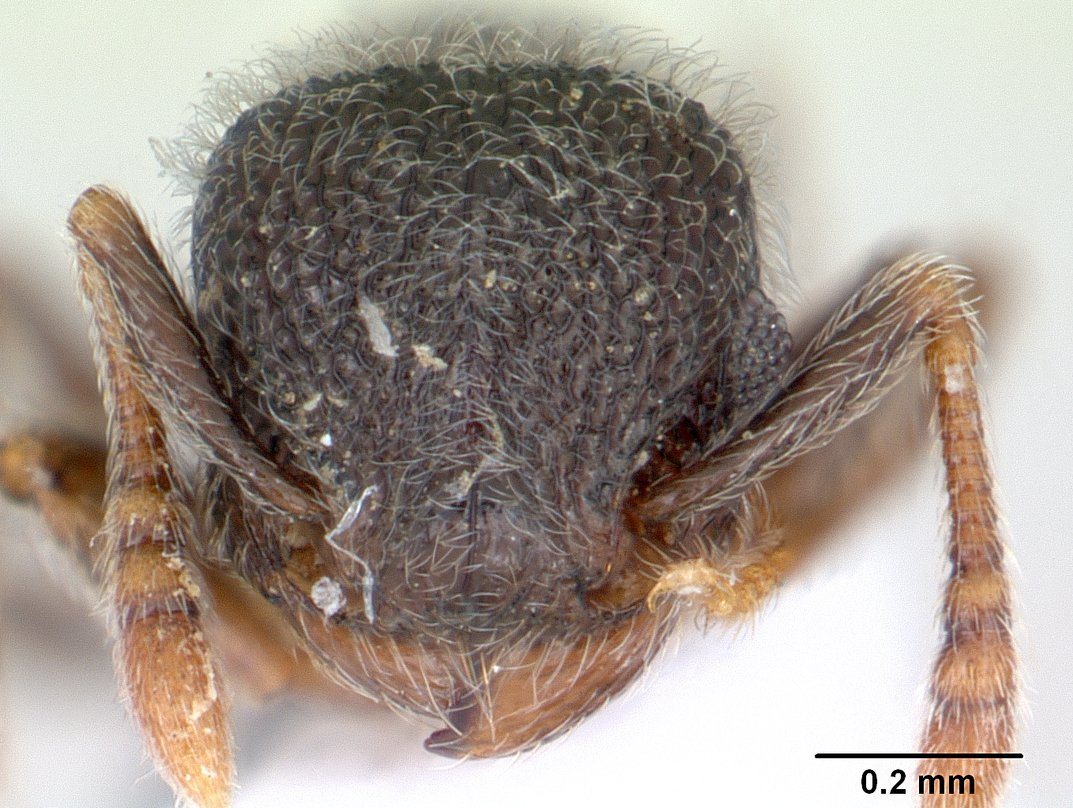
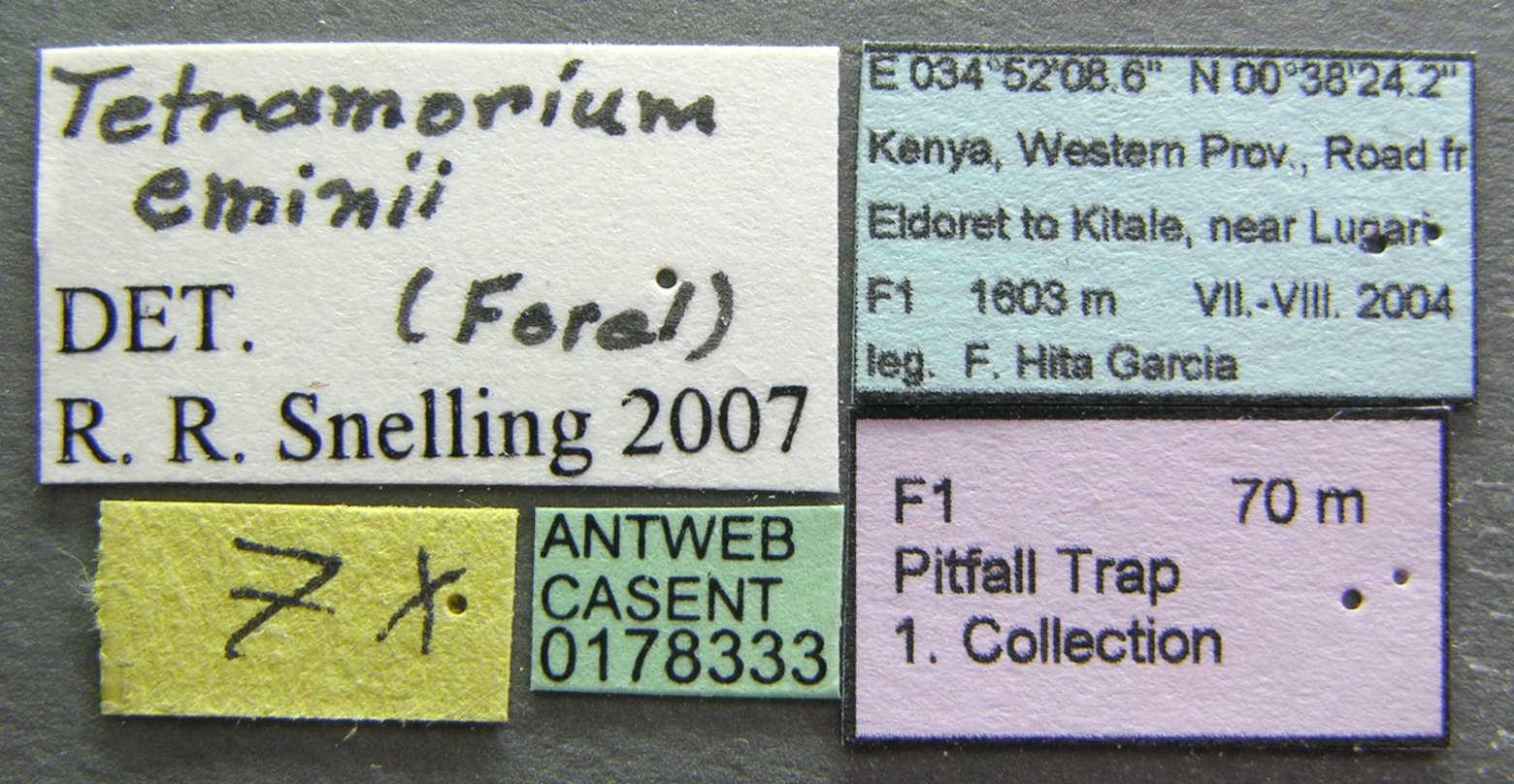
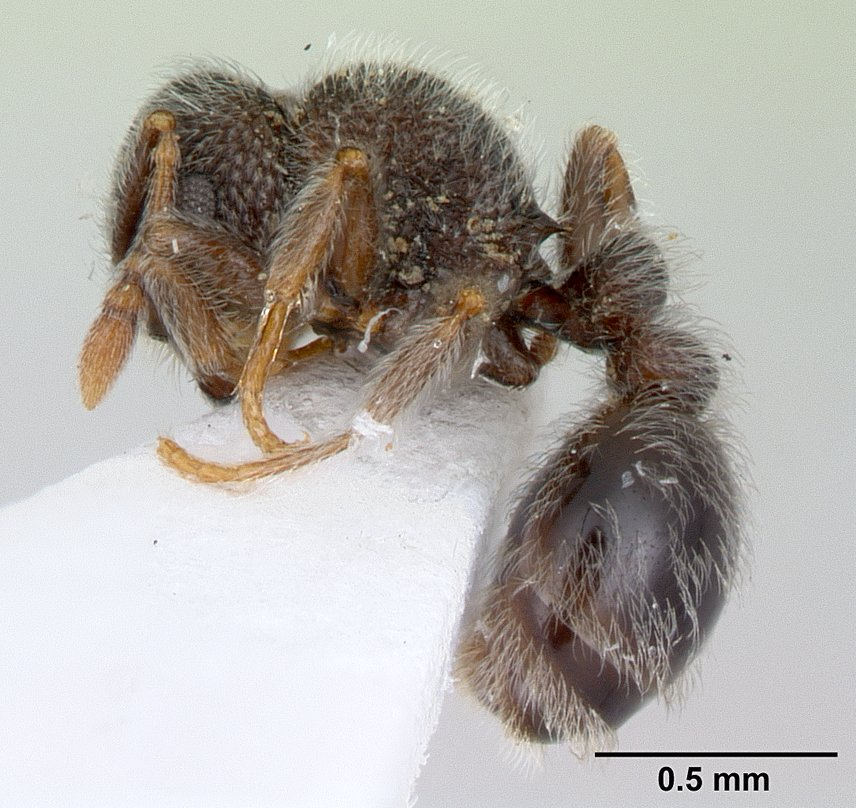